# Camelot (häst)
Camelot, född 5 mars 2009, är ett engelskt fullblod, mest känd för att ha segrat i 2000 Guineas (2012), Epsom Derby (2012) och Irish Derby (2012). Hans försök att ta titeln Triple Crown misslyckades då han slutade tvåa efter Encke i St Leger.

## Bakgrund
Camelot är en brun hingst efter Montjeu och under Tarfah (efter Kingmambo). Han föddes upp av Sheikh Abdulla Bin Isa Al-Khalifa och ägs av Derrick Smith, Mrs John Magnier och Michael Tabor. Han tränades under tävlingskarriären av Aidan O'Brien.
Camelot tävlade mellan 2011 och 2013, och sprang totalt in 1 710 766 pund på 9 starter, varav 6 segrar och 2 andraplatser. Han tog karriärens största segrar i Racing Post Trophy (2011), 2000 Guineas (2012), Epsom Derby (2012), Irish Derby (2012) och Mooresbridge Stakes (2013).
I oktober 2010 skickades Camelot som ettåring till Tattersalls auktion vid Newmarket, där han köptes för 525 000 guineas av Dermot "Demi" O'Byrne på uppdrag av Coolmore Stud. Som de flesta hästar ägda av Coolmore skickades han till träning hos Aidan O'Brien vid Ballydoyle Stables. För tävlingsändamål är Camelot registrerad som ägd av Derrick Smith, Mrs John Magnier och Michael Tabor.

## Karriär

### Tvååringssäsongen 2011
Camelot gjorde sin tävlingsdebut i ett maidenlöp på Leopardstown den 14 juli 2011. I löpet reds han av Joseph O'Brien (son till Aidan O'Brien), och segrade med två längder. Trots löpets blygsamma klass, blev Camelot omedelbart favorit för följande års Epsom Derby. Han gjorde sin nästa start i grupp 1-löpet Racing Post Trophy på Doncaster, där han startade som favoritspelad. Han reds återigen av Joseph O'Brien, och tog ledningen i slutskedet av löpet, och segrade med 2¼ längd i "mycket imponerande" stil.

### Treåringssäsongen 2012

#### 2000 Guineas
I början av 2012 var Camelot förhansfavorit i både 2000 Guineas och Epsom Derby, trots att O'Brien uttryckte tvivel om Camelots deltagande i 2000 Guineas. I sin debut som treåring startade Camelot, i 2000 Guineas på Newmarket den 5 maj. Efter att ha hamnat längst bak i fältet, avancerade han för att ta ledningen i slutskedet, och segrade med en hals över French Fifteen. Camelot blev efter löpet en större förhandsfavorit för Derbyt.

#### Epsom Derby
Den 2 juni startade som favorit i Epsom Derby inför en publik på 130 000 åskådare, bland annat drottning Elizabeth II. Hans främsta rival förväntades vara Bonfire, hans tidigare stallkamrat, som segrat i Dante Stakes. Andra utmanare i det nio hästar stora fältet (det minsta sedan 1907) inkluderade Main Sequence, vinnaren av Lingfield Derby Trial, samt Astrology, som hade vunnit Dee Stakes med elva längder. I löpet hölls Camelot fast längst bak i fältet medan Astrology tog ledningen. Camelot utmanade om ledningen under upploppet, och segrade till slut med fem längder över Main Sequence på andra plats och Astrology på tredje plats. Segern gav Aidan O'Brien sin fjärde British Classic-seger för säsongen och ledde till spekulationer om att Camelot kunde bli den första hästen sedan Nijinsky 1970 att vinna Triple Crown.  Sedan Nijinsky hade endast två hästar segrat i 2000 Guineas och Derbyt, Nashwan 1989 och Sea the Stars 2009. Ingen av dem deltog dock i St Leger.

#### Irish Derby
Den 30 juni startade Camelot på Irland för andra gången, i Irish Derby på Curragh. Han startade som favoritspelad mot fyra andra hästar, och segrade med två längder. Det var O'Briens sjunde raka tränarseger i Irish Derby och tionde totalt, och gjorde Camelot till den sextonde hästen som lyckats segra i både Epsom och Irish Derby.

#### St Leger
Efter Irish Derby fick Camelot vila fram till St Leger på Doncaster Racecourse den 15 september, vilket gjorde honom till den första hästen som försökt ta titeln Triple Crown sedan Nijinsky 1970. Han startade även där som favorit, och låg bland de sista under löpet, innan han avancerade innan upploppet, men kunde inte springa förbi Encke. Camelot slutade tvåa, men Encke testade efter löpet positivt för en förbjuden substans, och det fanns starka krav på att han skulle diskvalificeras, vilket skulle göra Camelot till vinnare av Triple Crown 2012.

#### Prix de l'Arc de Triomphe
Tre veckor efter andraplatsen i St Leger mötte Camelot mot äldre hästar för första gången i Prix de l'Arc de Triomphe på Longchamp. Ridvikten var Fölen var inställd att bära en vikt på 123 pund (ca 56 kg), vilket gjorde att Joseph O'Brien inte fick rida. Istället så fick Frankie Dettori uppsittningen, en jockey som vanligtvis förknippats med Coolmores rival Godolphin. Camelot startade som andrahansfavorit, men slutade sjua bakom segrande Solemia.
Den 11 oktober insjuknade Camelot i kolik och lades in på Fethards veterinärsjukhus, där han opererades. I november var Camelot en klar vinnare av omröstningen för European Champion three-year-old colt vid Cartier Racing Awards. I december utsågs han till årets irländska häst i en undersökning gjord av Horse Racing Ireland.

### Fyraåringssäsongen 2013
Camelot började sin fyraåringssäsong på Curragh den 6 maj, då han startade i Mooresbridge Stakes över tio furlongs. Han startade som favoritspelad, och segrade med en och tre kvarts längd över stallkamraten Triumphant. Den 26 maj startade Camelot som favoritspelad i Tattersalls Gold Cup, men blev slagen av den brittiske femårige Al Kazeem. Den 20 juni startade Camelot som favoritspelad i Prince of Wales's Stakes på Royal Ascot, men slutade fyra, slagen med fyra längder av Al Kazeem. Camelot fortsattes träna till hösten, men stod över löp som Eclipse Stakes, Juddmonte International, Irish Champion Stakes och Prix de l'Arc de Triomphe.

#### Slutet på tävlingskarriären
Den 14 oktober 2013 meddelade Coolmore att Camelot skulle avsluta sin tävlingskarriär för att istället vara verksam som avelshingst under 2014.

## Som avelshingst
Camelot står 2021 uppstallad som avelshingst på Coolmore Stud. Hans avelsavgift (2021) är 60 000 euro.